# Оккультные корни нацизма
Оккультные корни нацизма. Тайные арийские культы и их влияние на нацистскую идеологию: Ариософы Австрии и Германии, 1890—1935 (англ. The Occult Roots of Nazism. Secret Aryan Cults and Their Influence on Nazi Ideology: The Ariosophists of Austria and Germany, 1890-1935) — монография профессора Академии западной эзотерики (англ. Western Esotericism (academia)) и директора Центра изучения эзотеризма при Эксетерском университете Николаса Гудрика-Кларка.
В монографии представлено исследование истории и взглядов расистских групп в Австрии начала XX века, которые приняли формы мистического национализма и способствовали развитию «арийских» расовых идей.

## Содержание
Книга основана на диссертации Гудрик-Кларка 1982: «Ариософы Австрии и Германии 1890—1935: Реакционные политические фантазии в отношении к социальной тревожности». Автор рассматривает влияние различных теософских, оккультных движений на формирование гитлеровского нацизма. Гудрик-Кларк начинает свой рассказ с Австро-Венгрии второй половины XIX века, родины будущего вождя нацистской Германии, с её социальных и политических проблем, которые получили впоследствии отражение в идеологии немецкого национализма и рассказывает о людях, стоявших у истоков ариософских культов, таких, как Гвидо фон Лист, Ланц фон Либенфельс и Рудольф фон Зеботтендорф, один из основателей знаменитого общества Туле. Считается, что это общество сыграло огромную роль в становлении Гитлера как политического лидера, что оно буквально воспитало его, «выкормило» из таинственных оккультных источников.
Адольф Гитлер никогда не состоял в обществе Туле и не имел облаченных мистическим знанием учителей, хотя, по свидетельству фон Зеботтендорфа, «члены Туле были людьми, к которым в первую очередь обратился Гитлер, и они были первыми, кто пошел на союз с Гитлером». Автор исследования опровергает популярный миф об оккультных корнях нацизма, объясняя влияние Гитлера на немецкий народ социальными и экономическими причинами.
Исследования, представленные в книге, стали опорой для изучения автором послевоенного неонацизма и неонацистского оккультизма в монографии «Чёрное солнце» (2002).

## Издания
Книга была впервые опубликована на английском языке в 1985 году, с предисловием Рохана Батлера, автора исследования «Корни национал-социализма в 1930 году», выдержала много переизданий, переведена на французский, польский, итальянский, русский, чешский, немецкий и греческий языки. Немецкое издание вышло с предисловием и дополнительным 15-страничным эссе Nationalsozialismus und Okkultismus (Национал-социализм и оккультизм) Х. Т. Хакла.
На русском языке вышла впервые в издательстве «Евразия» в 1993 году, второе дополненное издание выпустило издательство «Эксмо» в 2004 году.
на русском языке
- Гудрик-Кларк Н. Оккультные корни нацизма: Тайные арийские культы и их влияние на нацистскую идеологию. — СПб.: Евразия, 1995. — 244 с. — (Подземелья истории).
- Гудрик-Кларк Н. Оккультные корни нацизма. Тайные арийские культы и их влияние на нацистскую идеологию: Ариософы Австрии и Германии, 1890—1935 / пер. с англ. П. Лосева. — М.: ЭКСМО, 2004. — 576 с. — ISBN 5-87849-161-3.
- Гудрик-Кларк Н. Оккультные корни нацизма: когда легенды становятся былью / пер. с англ. П. Лосева. — М.: Родина, 2019. — 303 с. — (Взлёт и падение Третьего рейха). — 1500 экз. — ISBN 978-5-907024-78-6.

на английском языке
- Nicholas Goodrick-Clarke 1985: The Occult Roots of Nazism: The Ariosophists of Austria and Germany, 1890—1935, Wellingborough, England: The Aquarian Press. ISBN 0-85030-402-4.
  - 1992: The Occult Roots of Nazism: Secret Aryan Cults and Their Influence on Nazi Ideology, New York: New York University Press ISBN 978-0-8147-3060-7
  - 2004: The Occult Roots of Nazism: Secret Aryan Cults and Their Influence on Nazi Ideology, (Expanded with a new Preface) I.B. Tauris & Co. ISBN 1-86064-973-4.